# 美国邮政自行车队
探索頻道單車隊 (Discovery Channel Pro Cycling Team，UCI車隊代號：DSC) 是一個來自美國的職業公路自行车赛車隊，在2004年承襲美國郵政自行車隊而成立。由七屆環法自行車賽贏家阿姆斯壯擔任該隊主將（只有在比賽期間）直到2005年7月為止。2005年起，該隊成為國際自由車總會ProTour的二十個競賽車隊之一。

## 沿革

### 美國郵政自行車隊
美國郵政自行車隊（USPS Pro Cycling Team）由Berry Floor於1996年成立，營運至2004年，現改為探索頻道單車隊。在此期間隊上擁有一位現代自行车壇上之名選手：阿姆斯壯。
在1996至2004年間，美國郵政（United States Postal Service）是該隊的首席贊助商，這段時間該隊被匿稱為「藍色列車」（Blue Train）。而比利時地板材料公司Berry Floor，則是第二贊助商，又稱作榮譽贊助商。在美國境內，美國郵政隊是由Berry Floor子公司Alloc贊助。
阿姆斯壯在美國郵政隊期間贏得六屆环法自行车赛(1999-2004)冠軍，而在2003年Roberto Heras—當時美國郵政隊車手—贏得環西班牙單車賽。在美國郵政約滿停止贊助後，阿姆斯壯繼續在2005年贏得第七件環法黃衫。
美國郵政在2004年賽季結束時，宣佈將在八年契約期滿後終止贊助美國郵政隊。他們先前的贊助支出受到像郵政觀察（Postal Watch）等關注於美國郵政服務的組織批評，美國郵政自己也透過監察長辦公室指出財務處理失當以及帳務不清的問題。在美國郵政的契約期滿之前，阿姆斯壯堅持他只在美國郵政隊組織下繼續騎車，在2004年6月15日，探索頻道介入，並承諾在未來三年贊助車隊，並改稱為探索頻道自行車隊。

### 探索頻道單車隊
2004年6月15日，探索頻道簽署協議為該隊在2004到2008年的贊助商。契約條款中並附註，阿姆斯壯將提供包括但不限於探索頻道、TLC以及Fit TV的轉播權。這個協議預期將不會衝擊到OLN對於主要自行車賽事，如環法自行車賽的轉播權益，雖然這兩個頻道為競爭對手。
車隊由前美國郵政隊經理比利時籍的Johan Bruyneel主導，而車隊總技師則由Julien DeVries擔任。該車隊由舊金山Tailwind Sports Corp.以及德州奧斯丁的Capital Sports & Entertainment共同擁有。
成軍第一年，探索頻道自行車隊就贏得三項重大自行車賽事中的兩項：環法自行車賽（阿姆斯壯）以及環義自行車賽 (Paolo Savoldelli)。

## 2006 車隊名單
「2005年效力車隊」欄位中沒有資料，表示該車手在2005年賽季時已經為探索頻道隊員。
車隊主將包括2005年環義冠軍Paolo Salvodelli、2005年環法白衫得主Yaroslav Popovych、George Hincapie、以及爬山好手Jose Azevedo、和Jose Luis Rubiera。其他知名車手包括Manuel Beltran、以及車隊中最資深，現年四十歲，完賽過十一屆環法的俄羅斯籍選手 Viatcheslav Ekimov。
| 姓名                     | 出生 | 國籍       | 2005年效力車隊    |
| ------------------------ | ---- | ---------- | ----------------- |
| José Azevedo             | 1973 | 葡萄牙     |                   |
| Michael Barry            | 1975 | 加拿大     |                   |
| Manuel Beltran           | 1971 | 西班牙     |                   |
| 別府史之                 | 1983 | 日本       |                   |
| Volodymyr Bileka         | 1979 | 乌克兰     |                   |
| Janez Brajkovič          | 1983 | 斯洛維尼亞 |                   |
| Tom Danielson            | 1978 | 美国       |                   |
| Stijn Devolder           | 1979 | 比利时     |                   |
| Viatcheslav Ekimov       | 1966 | 俄羅斯     |                   |
| Vladimir Gusev           | 1982 | 俄羅斯     | Team CSC          |
| Roger Hammond            | 1974 | 英国       |                   |
| 乔治·因卡皮耶            | 1973 | 美国       |                   |
| Leif Hoste               | 1977 | 比利时     |                   |
| Benoît Joachim           | 1976 | 盧森堡     |                   |
| Trent Lowe               | 1984 |            | Jittery Joe's     |
| Egoi Martínez de Esteban | 1978 | 西班牙     | Euskaltel-Euskadi |
| Jason McCartney          | 1973 | 美国       |                   |
| Guennady Mikhaylov       | 1974 | 俄羅斯     |                   |
| Benjamín Noval           | 1979 | 西班牙     |                   |
| Pavel Padrnos            | 1970 | 捷克       |                   |
| Yaroslav Popovych        | 1980 | 乌克兰     |                   |
| José Luis Rubiera        | 1973 | 西班牙     |                   |
| Paolo Savoldelli         | 1973 | 義大利     |                   |
| Jurgen van den Broeck    | 1983 | 比利时     |                   |
| Jurgen Van Goolen        | 1980 | 比利时     | Quick·Step        |
| Max van Heeswijk         | 1973 | 荷蘭       |                   |
| Matt White               | 1974 |            | Cofidis           |

## 外部連結
- Discovery Channel Pro Cycling Team
- The Official Fan Club of Lance Armstrong and the Discovery Channel Pro Cycling Team